# Piratas de Madrid
Piratas de Madrid est un ancien club espagnol de baseball basé à Madrid.

## Palmarès
- Champion d'Espagne : 1966, 1967 et 1981.
- Coupe d'Europe : 1964 et 1967.